# Straż graniczna

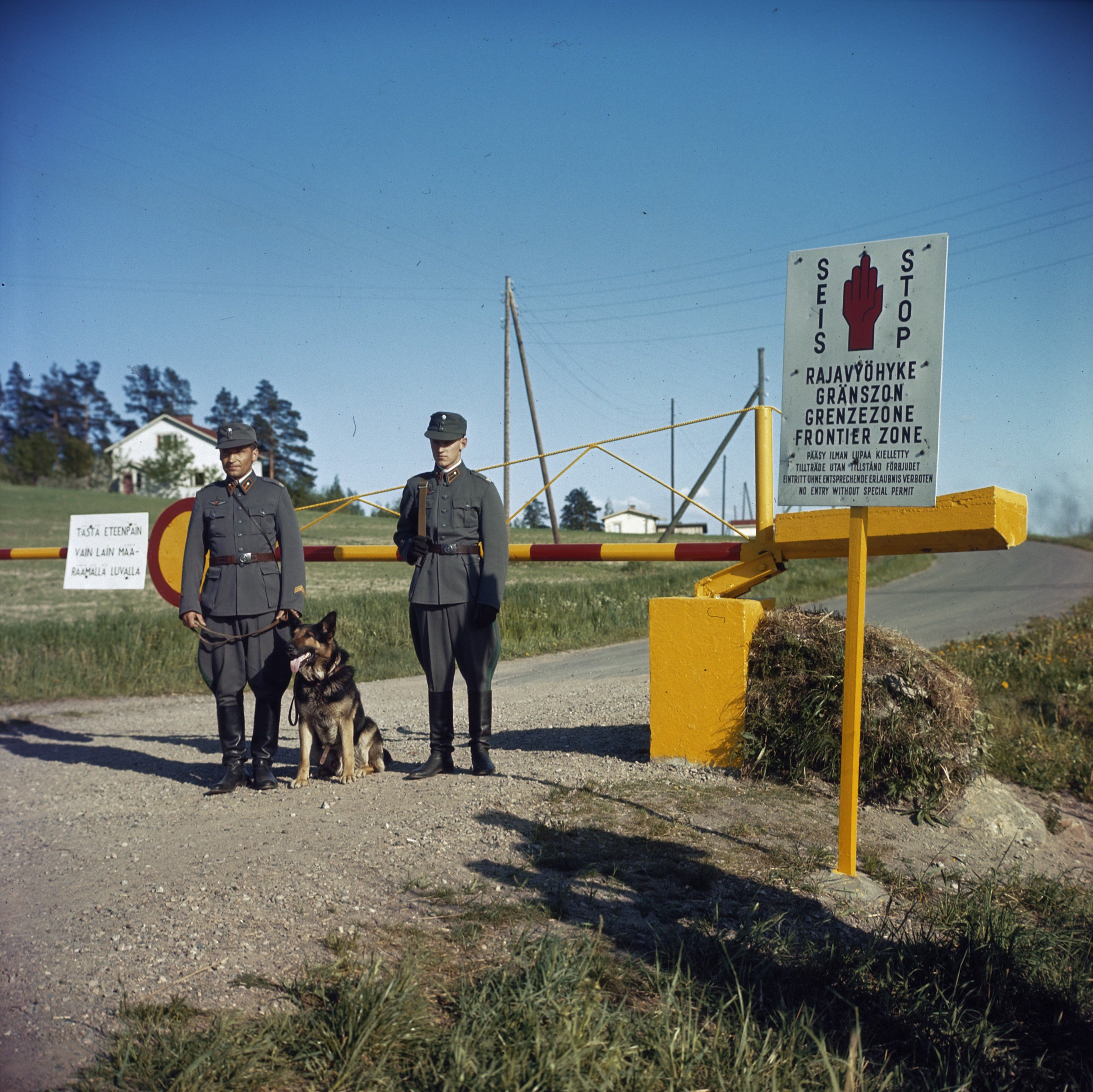
Funkcjonariusze fińskiej straży granicznej w 1967 r.

Straż graniczna – służba mundurowa (często o charakterze wojskowym lub policyjnym), wykonująca zadania związane z ochroną granic państwowych i kontrolą ruchu granicznego. Formacje straży granicznej zazwyczaj podlegają ministrom właściwym do spraw wewnętrznych w rządach swoich państw.
Według kodeksu granicznego Schengen „straż graniczna” oznacza każdego funkcjonariusza publicznego wyznaczonego zgodnie z prawem krajowym do pełnienia obowiązków służbowych na przejściu granicznym lub na odcinku granicy, lub w bezpośrednim sąsiedztwie tej granicy, który realizuje zgodnie z niniejszym kodeksem i prawem krajowym zadania w zakresie kontroli granicznej.